# Platres
Platres (en griego: Πλάτρες) es un pueblo de montaña en Chipre. Está situado en la vertiente sur de las montañas Troodos (Τρόοδος) y es uno de los Krasochoria (Κρασοχώρια) o pueblos del vino. Es un pueblo muy antiguo y se menciona entre las 119 aldeas del Distrito de Limasol que existían durante la época de la Casa de Lusignan (1192-1489 d.E.) y la era veneciana (1489-1571 d.E.). Platres o Pano Platres (Πάνω Πλάτρες, Alto Patres) es el principal complejo turístico de montaña de Chipre. Tiene una población permanente por debajo de los 300 habitantes, pero esta puede aumentar a 10.000 durante la temporada turística.
Pano Platres (Alto Platres) es el nombre dado al pueblo en los últimos años después de que el pueblo de Tornarides (un pequeño lugar residencial situado a unos 3 kilómetros al suroeste) fuera renombrado como Kato Platres (Bajo Platres). A pesar de este cambio, todos (locales y no), se refieren al pueblo de Pano Platres con su nombre original de Platres.
En el pasado, los aldeanos eran principalmente pastores y viticultores. Más tarde la mayoría de los campos de vid se convirtieron en huertos, que producían cerezas, manzanas, peras, melocotones y demás. Sin embargo, desde principios del siglo XX muchas personas se han dedicado a un sector turístico en auge.

## Turismo
Platres ha sido un complejo turístico de montaña popular desde que los británicos tomaron el control de la isla de Chipre en 1878. En las áridas colinas de la cordillera de Troodos, Platres mantiene de manera inusual un arroyo perenne, que proporciona una fuente segura de agua potable y permite una profusión de follaje poco común en la isla. Trayendo su gusto por retiros frescos, lejos del calor de la costa, los colonos ingleses establecieron rápidamente una red de hoteles, bares y caminos sombreados alrededor de la pequeña aldea que existía previamente en el lugar.
Con los años, Platres ganó una reputación como destino elegido por muchas personas notables, entre ellos el rey Faruq de Egipto y el poeta ganador del Premio Nobel, Yorgos Seferis. El cóctel Brandy Sour, bebida íntimamente asociada con la cocina chipriota, fue creado para el rey Faruq durante la década de 1930 en el Forest Park Hotel, que está situado allí. El mismo hotel también es conocido como el lugar en el que la escritora británica Daphne du Maurier compuso la mayor parte de su aclamada novela, Rebeca. Estas son algunas de las razones por las que Platres han sido recientemente llamado "El pueblo de reyes y poetas". El complejo conserva muchos hoteles y bares y opera como una alternativa más fresca a los principales centros turísticos costeros durante el verano y como base de esquí durante los meses de invierno para las cercanas pistas de esquí del Monte Olimpo.

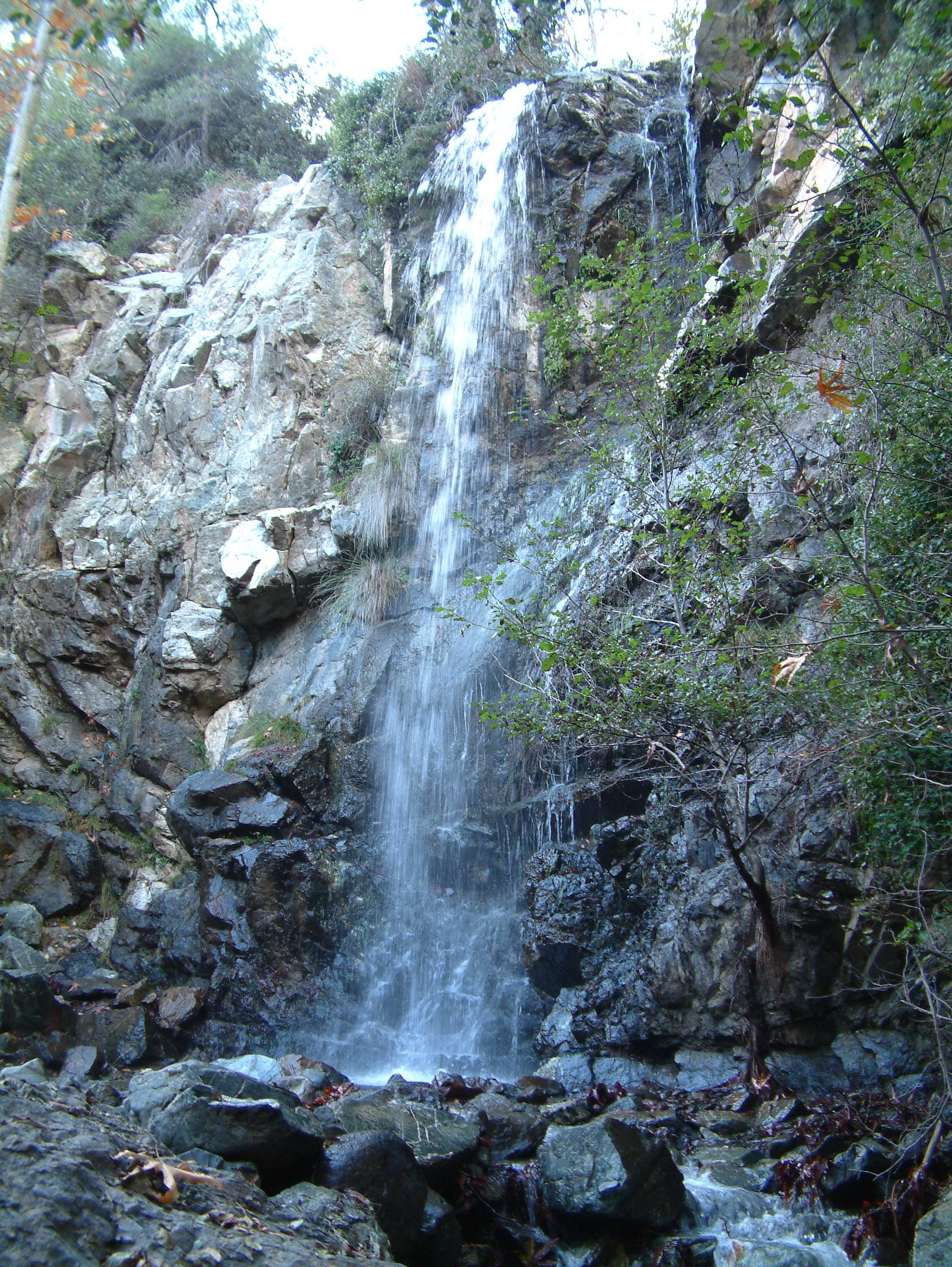
Cascada Kalidonia

Platres es el punto de partida de muchos senderos naturales, así como de rutas ciclistas. Desde la roca de Ayia Irini se puede ver el pueblo y disfrutar de su belleza natural. Se dice que en la zona durante la Edad Media hubo un monasterio francés con un pequeño asentamiento. Senderos naturales muy populares son el Sendero Natural Kalidonia que pasa por la Cascada Kalidonia (Καταρράκτης της Καληδονίας), así como el Sendero Natural Millomeris que conduce a la Cascada Millomeris (Καταρράκτης του Μιλλομέρη).

## Instalaciones lúdicas
El Antiguo Mercado Municipal fue renovado en los últimos años y transformado en un completo, equipado, funcional y moderno Centro Cultural que puede acoger todo tipo de eventos como exposiciones, conferencias, seminarios, conciertos, obras de teatro y proyecciones audiovisuales.
El Centro Deportivo Athletic Platres (Αθλητικό Κέντρο Πλατρών) está situado a una altitud de 1050 metros en el corazón de las montañas Troodos, lo que lo convierte en uno de los lugares ideales para eventos deportivos. Este moderno centro deportivo cuenta con un campo de fútbol, fútbol sala, baloncesto, tenis, voleibol, balonmano, centro de bicicletas, así como instalaciones de fitness y spa. Su campo de fútbol es la ubicación principal para la mayoría de los equipos de fútbol de Chipre de primera división durante los calurosos meses de verano.

## Alrededores

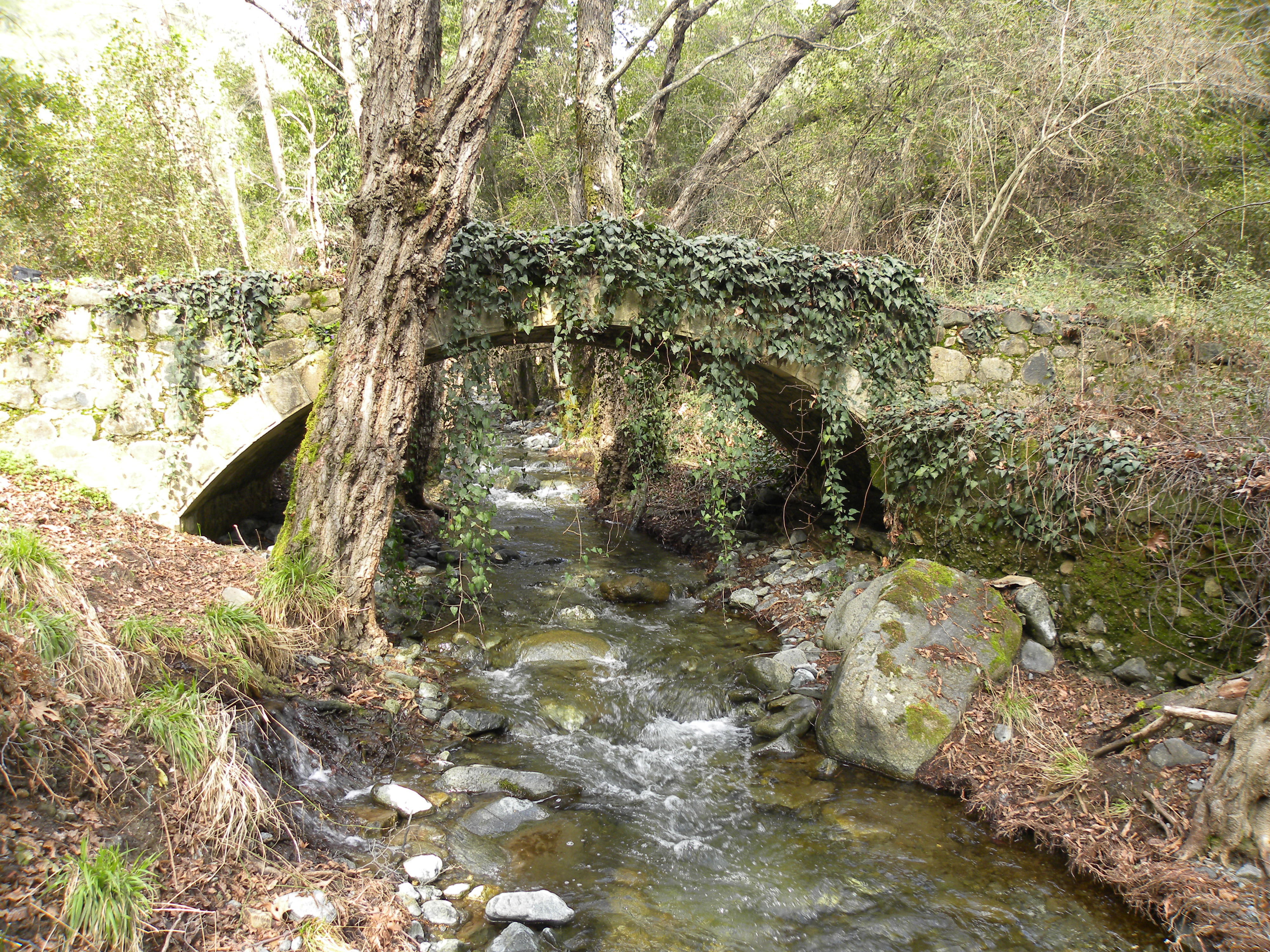
Puente de Milia

El puente Milia (Γεφύρι της Μηλιάς) es uno de los antiguos monumentos que aún se mantienen intactos. Está situado justo debajo de la aldea en el interior del bosque. Proporciona un punto de cruce sobre el río Krios, que comienza en el Monte Olimpo y es el río que da vida a Platres, ya que es uno de los pocos ríos en Chipre que fluyen todo el año.